# Ixora stenophylla
Ixora stenophylla là một loài thực vật có hoa trong họ Thiến thảo. Loài này được (Korth.) Kuntze mô tả khoa học đầu tiên năm 1891.